# Madeleine Pascal
Madeleine Pascal (* 1946) ist eine französische Sängerin aus Paris. 

## Leben und Wirken
Ab 1965 wurden Singles mit ihren Chansons veröffentlicht. Sie vertrat die Schweiz beim Eurovision Song Contest 1966 in Luxemburg  mit dem Titel Ne vois-tu pas? (dt.: Siehst du nicht?), einem humorvollen Chanson im 6/8-Takt. Sie erreichte mit 12 Punkten den 6. Platz. Insgesamt erschienen vier Singles von ihr. 